# Xornal
Xornal va ser un mitjà de comunicació electrònic gallec entre els anys 1999 i 2011. Tenia la seva seu a La Corunya, i s'editava en llengua gallega i castellana, majoritàriament en aquesta darrera.

## Història i característiques
Fundat el 1999, l'espai va reivindicar ser el primer diari electrònic de Galícia, tot i que Vieiros va entrar en funcionament com a web i portal de serveis el 1996.
Els cinc socis fundadors van ser els periodistes José Luis Gómez, Antonio Sangiao, Bieito Rubido, Enrique García i Vicente Martín. L'any 2000 Udramedios, la divisió de comunicació del Grupo San José, va comprar les accions dels últims quatre i conformà un consell d'administració compartit amb José Luis Gómez, que exerciria el càrrec d'editor.
El desembre de 2008 un diari de nova edició, el Xornal de Galicia, participat majoritàriament per Udramedios i dirigit pel mateix José Luis Gómez, va absorbir el Xornal com a web del mitjà de comunicació en paper.
El 4 d'agost de 2011 es publicava per última vegada l'edició impresa del Xornal, que després del tancament de Galicia hoxe s'havia convertit en l'últim diari en publicar premsa en gallec. En la notícia publicada on s'anunciava el comiat, El Xornal responsabilitzava d'aquest fet a "la crisi específica que travessen els mitjans de comunicació, la crisi econòmica global i la falta de suport institucional". No obstant, en un principi es mantindria l'edició digital.
Tot i així, el 19 d'octubre d'aquell mateix any, per decisió de l'empresa editora, cap de les notícies produïdes en 13 anys de vida del Xornal, tres d'ells en paper, es podia consultar per via electrònica. El Colexio Profesional de Xornalistas de Galicia (CPXG) va emetre un comunicat sol·licitant el manteniment de l'hemeroteca digital del Xornal.